# 14155 Cibronen
14155 Cibronen eller 1998 SK122 är en asteroid i huvudbältet som upptäcktes den 26 september 1998 av LINEAR i Socorro County, New Mexico. Den är uppkallad efter Cindy Bronen.
Asteroiden har en diameter på ungefär 4 kilometer.